# Lipogramma
Lipogramma là một chi cá trong họ Grammatidae, chúng là các chi cá bản địa của vùng biển nhiệt đới và cận nhiệt đới ở các rạn san hô của vùng biển phía tây Đại Tây Dương

## Các loài
Hiện hành có 08 loài cá được ghi nhận trong chi này:
- Lipogramma anabantoides J. E. Böhlke, 1960 (Dusky basslet)
- Lipogramma evides C. R. Robins & P. L. Colin, 1979 (Banded basslet)
- Lipogramma flavescens Gilmore & R. S. Jones, 1988 (Yellow basslet)
- Lipogramma klayi J. E. Randall, 1963 (Bicolor basslet)
- Lipogramma regia C. R. Robins & P. L. Colin, 1979 (Royal basslet)
- Lipogramma robinsi Gilmore, 1997 (Yellowbar basslet)
- Lipogramma rosea C. R. Gilbert, 1979 (Rosy basslet)
- Lipogramma trilineata J. E. Randall, 1963 (Threeline basslet)